# Gaghma Jaishi
Gaghma Jaishi (en georgiano y esvano: გაღმა ხაიში) es una aldea de Georgia ubicada en el noreste de la región de Mingrelia-Alta Esvanetia, siendo parte del municipio de Mestia.

## Geografía
La aldea es parte de la región histórica de Esvanetia y se administra desde el pueblo de Jaishi.

## Demografía
Según el censo de 2014, los georgianos (esvanos) constituían el 99,2% de la población.